# NGC 5397
NGC 5397 est une galaxie lenticulaire située dans la constellation du Centaure. Sa vitesse par rapport au fond diffus cosmologique est de 4 412 ± 25 km/s, ce qui correspond à une distance de Hubble de 65,1 ± 4,6 Mpc (∼212 millions d'al). NGC 5397 a été découverte par l'astronome britannique John Herschel en 1837.
En raison d'une brillance de surface égale à 11,97 mag/am2, on peut qualifier NGC 5398 de galaxie présentant une brillance de surface élevée.
À ce jour, cinq mesures non basées sur le décalage vers le rouge (redshift) donnent une distance de 60,080 ± 17,387 Mpc (∼196 millions d'al), ce qui est à l'intérieur des valeurs de la distance de Hubble. Notons cependant que c'est avec la valeur moyenne des mesures indépendantes, lorsqu'elles existent, que la base de données NASA/IPAC calcule le diamètre d'une galaxie et qu'en conséquence le diamètre de NGC 5397 pourrait être d'environ 47,8 kpc (∼156 000 al) si on utilisait la distance de Hubble pour le calculer.

## Groupe de NGC 5488
Selon A.M. Garcia, la galaxie NGC 5397 fait partie du groupe de NGC 5488. Ce groupe de galaxies compte au 14 membres. Les autres galaxies du groupe sont NGC 5419, NGC 5488, IC 4366 et neuf galaxies du catalogue ESO.